# دهستان مقام
دهستان مقام، یکی از دهستان‌های بخش شیبکوه شهرستان بندر لنگه در استان هرمزگان ایران است. مرکز این دهستان، روستای بندرمقام است.

## جمعیت
بر پایه سرشماری عمومی نفوس و مسکن در سال ۱۳۹۵، جمعیت دهستان مقام برابر با ۸،۸۱۴ نفر بوده‌است.